# Europese kampioenschappen boksen vrouwen 2003
De Europese kampioenschappen boksen 2003 vonden plaats van 11 tot en met 17 mei 2003 in Pécs, Hongarije. Het toernooi werd georganiseerd onder auspiciën van EABA. In deze tweede editie van de Europese kampioenschappen boksen voor vrouwen streden 117 boksers uit 20 landen om de medailles in dertien gewichtscategorieën.

## Medailles
| Gewichtsklasse              | Goud             | Zilver              | Brons                                |
| --------------------------- | ---------------- | ------------------- | ------------------------------------ |
| Minimumgewicht (– 46 kg)    | Camelia Negrea   | Jelena Sabitowa     | Nikolett Simon Derya Aktop           |
| Lichtvlieggewicht (– 48 kg) | Hulya Sahin      | Monika Csik         | Laura Tosti Swietłana Miroszniczenko |
| Vlieggewicht (– 50 kg)      | Simona Galassi   | Hasibe Özer         | Tatiana Lebiediewa Virginie Nave     |
| Supervlieggewicht (– 52 kg) | Wiktoria Rudenko | Katrin Enoksson     | Dagmar Koch Angela Cannizzaro        |
| Bantamgewicht (– 54 kg)     | Marzia Davide    | Jelena Karpaczewa   | Ahlam Assalam Kari Jensen            |
| Vedergewicht (– 57 kg)      | Henriette Kitel  | Karolina Michalczuk | Myriam Chomaz Swietłana Kułakowa     |
| Lichtgewicht (– 60 kg)      | Tatyana Chalaya  | Sonja Durr          | Ingrid Hegle Areti Mastrodouka       |
| Halfweltergewicht (– 63 kg) | Myriam Lamare    | Maria Karłowa       | Anastasja Sawinowa Terhi Lukka       |
| Weltergewicht (– 66 kg)     | Irina Sinieckaja | Aleksandra Kozlan   | Kiymet Karpuzoglu Csilla Csejtei     |
| Halfmiddengewicht (– 70 kg) | Nurcan Carkci    | Karolina Łukasik    | Ivett Pruzsinszky Emilie Cuenin      |
| Middengewicht (– 75 kg)     | Natalia Ragozina | Anita Ducza         | Oana Strugaru Anna Laurell           |
| Halfzwaargewicht (– 80 kg)  | Anżela Torska    | Viktoria Kovacs     | Mihaela Marcut Swietłana Andriejewa  |
| Zwaargewicht (– 86 kg)      | Mária Kovács     | Julia Gostraja      | Maria Jaroskaja Adina Hossu          |

## Medaillespiegel
| Plaats | Land        | Goud | Zilver | Brons | Totaal |
| 1      | Rusland     | 3    | 3      | 3     | 9      |
| 2      | Oekraïne    | 2    | 2      | 3     | 7      |
| 3      | Turkije     | 2    | 1      | 2     | 5      |
| 4      | Italië      | 2    | 0      | 2     | 4      |
| 5      | Hongarije   | 1    | 3      | 3     | 7      |
| 6      | Frankrijk   | 1    | 0      | 4     | 5      |
| 7      | Roemenië    | 1    | 0      | 3     | 4      |
| 8      | Noorwegen   | 1    | 0      | 2     | 3      |
| 9      | Polen       | 0    | 2      | 0     | 2      |
| 10     | Duitsland   | 0    | 1      | 1     | 2      |
| 10     | Zweden      | 0    | 1      | 1     | 2      |
| 12     | Finland     | 0    | 0      | 1     | 1      |
| 12     | Griekenland | 0    | 0      | 1     | 1      |
| Totaal | Totaal      | 13   | 13     | 26    | 52     |

## Deelnemende landen
Er deden 117 boksers uit 20 landen mee aan het toernooi.
- Bulgarije
- Duitsland
- Finland
- Frankrijk
- Griekenland
- Hongarije
- Israël
- Italië
- Kroatië
- Moldavië
- Noorwegen
- Oekraïne
- Polen
- Roemenië
- Rusland
- Slowakije
- Tsjechië
- Turkije
- Wit-Rusland
- Zweden